# 가네가사키역
가네가사키역(일본어: 金ヶ崎駅)은 일본 이와테현 이사와군 가네가사키정에 있는 동일본 여객철도 도호쿠 본선의 역이다. 상대식 승강장 2면 2선의 구조를 지닌 지상역이다.

## 타는 곳
| 1 | ■ 도호쿠 본선 | (상행) | 미즈사와 · 이치노세키 방면 |
| 2 | ■ 도호쿠 본선 | (하행) | 기타카미 · 모리오카 방면   |

## 이용 현황
| 연도     | 하루 평균 승차 인원 | 연도     | 하루 평균 승차 인원 |
| 2000년도 | 586                 | 2006년도 | 581                 |
| 2001년도 | 584                 | 2007년도 | 623                 |
| 2002년도 | 603                 | 2008년도 | 640                 |
| 2003년도 | 568                 | 2009년도 | 623                 |
| 2004년도 | 542                 | 2010년도 | 663                 |
| 2005년도 | 550                 |          |                     |
| -------- | ------------------- | -------- | ------------------- |

## 역 주변
- 이사와강
- 기타카미강
- 도호쿠 자동차도 미즈사와 나들목
- 가네가사키 정 문화 체육관
- 가네가사키 정청

## 인접 정차역
| 도호쿠 본선              | 도호쿠 본선   | 도호쿠 본선            |
| ------------------------ | ------------- | ---------------------- |
| 미즈사와 이치노세키 방면 | ■ 도호쿠 본선 | 로쿠하라 모리오카 방면 |